# Стилтьес, Томас Иоаннес
То́мас Иоа́ннес Сти́лтьес (нидерл. Thomas Joannes Stieltjes; 29 декабря 1856, Зволле — 31 декабря 1894, Тулуза) — нидерландский математик и астроном, ученик Шарля Эрмита. Почётный доктор Лейденского университета (с 1884 года), член Нидерландской академии наук (с 1886 года), член-корреспондент Петербургской академии наук (с 1894 года).
Наиболее известен обобщением понятия определённого интеграла Римана, получившим название «интеграл Стилтьеса» (или «интеграл Римана — Стилтьеса»). Считается «отцом-основателем» аналитической теории непрерывных дробей и (совместно с Анри Пуанкаре) теории асимптотических рядов.

## Биография
Родился в Зволле, в семье известного в Нидерландах инженера, также Томаса Стилтьеса (1819—1878). В семье, кроме Томаса-младшего, были ещё двое сыновей и четыре дочери.
Окончил Политехническую школу в Делфте (1873—1876); к учёбе относился легкомысленно, в результате чего провалил выпускные экзамены. В 1877—1883 годах работал в Лейденской обсерватории помощником по астрономическим расчётам. Решающее влияние на судьбу Стилтьеса оказала переписка с Эрмитом, начавшаяся в 1882 году и продолжавшаяся до конца его жизни (всего историки насчитали 432 письма). В первых письмах  Стилтьес касался работ Эрмита по небесной механике, однако тематика быстро расширилась, увлекла Стилтьеса, и он начал собственные математические исследования.
В 1883 году в жизни Стилтьеса произошли три важные перемены. В мае 1883 года он женился на Элизабет (Лили) Интвельд, у них родились сын и две дочери. В сентябре Стилтьеса попросили заменить в Делфтском университете заболевшего преподавателя математики  Ф. Дж. Ван де Берга. С сентября по декабрь 1883 года Стилтьес читал лекции по аналитической и начертательной геометрии. Это укрепило его желание стать профессиональным математиком. 1 декабря 1883 года Стилтьес покинул обсерваторию. К этому моменту он был автором нескольких десятков статей, которые заслужили ему высокую репутацию среди математиков.
Сначала Стилтьес попытался получить вакантную кафедру в Гронингене, но помешало отсутствие учёной степени. Эрмит решил помочь талантливому ученику, заручился содействием директора Лейденской обсурватории Хендрика ван ден Бакхёйзена, друга Стилтьеса-отца, и добился присвоения Стилтьесу почётной степени Лейденского университета по математике и астрономии. В июне 1884 года сенат Лейденского университета утвердил это решение.
В 1885 году Стилтьес был избран членом Королевской академии наук в Амстердаме. В апреле он с семьей приехал в Париж. В 1886 году он наконец получил докторскую степень за диссертацию по асимптотическим рядам (защита прошла в парижской Высшей нормальной школе). В том же году, по рекомендации Эрмита, Стилтьес был назначен в Тулузский университет, где в 1889 году занял кафедру дифференциального и интегрального исчисления.
Скончался в новогоднюю ночь 31 декабря 1894 года в возрасте всего 38 лет, став жертвой, предположительно, одной из ранних эпидемий гриппа. Похоронен на кладбище Cimetière de Terre-Cabade в Тулузе. Его могила недавно была отреставрирована.

## Научная деятельность
За свою короткую жизнь Стилтьес сумел внести существенный вклад во многие разделы математики. Его труды относятся к теории функциональных непрерывных дробей, проблеме моментов, обыкновенным и дифференциальным уравнениям в частных производных, гамма-функции, эллиптическим функциям, методам приближённого интегрирования и др. Исследовал также расходящиеся и условно сходящиеся ряды, проблемы теории чисел. Совместно с Анри Пуанкаре создал теорию асимптотических рядов.
В 1894 году был опубликован его основной труд: «Исследования о непрерывных дробях», сыгравший заметную роль в развитии математического анализа в XX веке, в частности, как важный первый шаг к теории гильбертовых пространств. В этой богатой новыми идеями статье Стилтьес, помимо прочего, описал обобщение определённого интеграла (интеграл Римана — Стилтьеса), это обобщение играет важную роль в современной математике и физике. Заодно Стилтьес развил исследования П. Л. Чебышёва ортогональных многочленов. Пытался, совместно с Эрмитом и Дарбу, доказать гипотезу Римана, однако в их доказательстве была обнаружена неустранимая ошибка. Независимо от Рамануджана открыл первую обобщённую цепную дробь для константы Апери, имеющую закономерность.
Стилтьес много работал в области комплексного анализа (теорема Стилтьеса). В уже упомянутой статье 1894 года он показал, что если последовательность аналитических функций {\displaystyle f_{n}(z)} равномерно ограничена по модулю внутри области Т (то есть в каждом замкнутом круге, принадлежащем области), и если она равномерно сходится на какой-либо подобласти Т, то она равномерно сходится и внутри области Т. Эта теорема Стилтьеса была обобщена независимо друг от друга Дж. Витали и М. Б. Портером, показавшими, что заключение остается в силе, если сходимость выполняется на каком-либо подмножестве, имеющем в этой области хотя бы одну предельную точку.

## Память
Имя учёного присвоено нескольким математическим понятиям.
- Интеграл Стилтьеса
- Константы Стилтьеса[англ.]
- Преобразование Стилтьеса
- Теорема Стилтьеса

Имя Томаса Стилтьеса было присвоено Математическому институту при Лейденском университете (институт в 2011 году расформирован в ходе объединения с двумя другими математическими институтами Нидерландов).

## Избранные труды
Ссылки на тексты 94 статей Стилтьеса в интернете см. .
Изданы посмертно:
- «Исследования о непрерывных дробях» (Recherches sur les fractions continues). — Ann. Fac. sci. Univ. Toulouse (8), 1894, 7, p. 56),
- «Переписка Эрмита и Стилтьеса» (Correspondence d’Hermite et de Stieltjes), 2 volumes, Gauthier-Villars 1905 (Vol 1, Vol 2).
- «Полное собрание трудов» (Œuvre complète de Thomas Joannes Stieltjes), pub. par les soins de la Société mathématique d’Amsterdam. (Groningen: P. Noordhoff, 1914—1918) (PDF copy at UMDL)  (нид.) (нем.) (англ.)

### Русские переводы
- Исследование непрерывных дробей. ОНТИ ДНТВУ: Харьков—Киев, 1936, 156 с.